# Long Đức, Long Thành
Long Đức là một xã thuộc huyện Long Thành, tỉnh Đồng Nai, Việt Nam.
Xã có diện tích 30,35 km², dân số năm 1999 là 6057 người, mật độ dân số đạt 200 người/km².

## Hành chính
Xã Long Đức được chia thành 4 khu: 12, 13, 14, 15.